# Цестоди
Цестоди, або стьожкові черви (Cestoda) — клас тварин типу Плоскі черви (Platyhelminthes).
Відомо близько 3500 видів цестод. Всі вони — облігатні ендопаразити, у статевозрілій стадії паразитують у кишках, їх тіло сплющене у спино-черевному (дорсовентральному) напрямку, має форму стрічки. На передньому кінці знаходиться голівка — сколекс, далі — шийка, потім стробіла, яка складається із члеників — проглотид. Хвороби, які спричинюють цестоди, носять назву цестодози, зокрема дифілоботріоз, ехінококоз, гіменолепідоз тощо.

## Морфологія
Круглястий, або сплющений, сколекс має органи фіксації, найчастіше у вигляді чотирьох мускулистих присосків або двох поздовжніх присисних щілин — ботрій. У багатьох, крім присосків, на верхівці сколексу є ще й невеликий хоботок, озброєний віночком або кількома рядами тегументних гачків. Відомі органи фіксації й іншого типу. Наявність тих чи інших органів прикріплення і їх кількість характеризують різні види цестод. Нові проглотиди відчленовуються від шийки, внаслідок чого раніше утворені проглотиди поступово відсуваються назад і в міру дозрівання у них яєць відриваються.
Зовні тіло гельмінта вкрите шкірно-м'язовим мішком. Його поверхневий шар — тегумент — морфологічно подібний до такого у сисунів, а функціонально аналогічний слизовій оболонці кишок хребетних. У цестод виявлено ряд травних ферментів.

## Внутрішня будова
Травна система відсутня, Цестоди живуть у кишках хазяїна, де оточені рідкими поживними речовинами, які вони всмоктують осмотично усією поверхнею тіла.
Органи, виділення — протонефридії.
Нервова система складається з переднього нервового вузла (ганглія), який розташований у сколексі, і двох головних бічних стовбурів, які тягнуться вздовж усього тіла. Органи чуттів, крім органів дотику, відсутні.

Статева система. Цестоди є гермафродитами.
Розмноження та розвиток. Життєвий цикл пов'язаний зі зміною хазяїв. Запліднення перехресне, але інколи спостерігається злиття статевих клітин, які утворюються у одному і тому ж членику або різних члениках одного і того ж черв'яка.
Пристосування до паразитизму в стьожкових червів:
- а) довге членисте тіло — розрив харчовими масами в будь-якому місці не являє собою небезпеки;
- б) на головці розташовані присоски та гачки;
- в) товстий тегумент;
- г) оточені напівперетравленою їжею — зникає власне травна система, покриви червів мають велику кількість волоскоподібних виростів, які збільшують площу всмоктування;
- ґ) дихальна система, анаероби;
- д) велика плодючість;
- е) фіна має здатність зберігати свою життєдіяльність впродовж декількох років.